# Hanna Tseraj
Hanna Tseraj (en bielorruso: Ганна Церах; Minsk, 7 de septiembre de 1998) es una deportista bielorrusa que compite en ciclismo en las modalidades de pista y ruta.
En los Juegos Europeos de Minsk 2019 obtuvo una medalla de bronce en la carrera de scratch. Ganó una medalla de plata en el Campeonato Europeo de Ciclismo en Pista de 2020, en la misma prueba.

## Medallero internacional
| Juegos Europeos    | Juegos Europeos     | Juegos Europeos   | Juegos Europeos |
| Año                | Lugar               | Medalla           | Competición     |
| ------------------ | ------------------- | ----------------- | --------------- |
| 2019               | Minsk (Bielorrusia) | Medalla de bronce | Scratch         |
| Campeonato Europeo |                     |                   |                 |
| Año                | Lugar               | Medalla           | Competición     |
| 2020               | Plovdiv (Bulgaria)  | Medalla de plata  | Scratch         |

## Palmarés
Fuente: procyclingstats.com (en inglés).
2017
- 2.ª en el Campeonato de Bielorrusia en Ruta

2018
- 3.ª en el Campeonato de Bielorrusia en Ruta

2019
- Kiev Olympic Ring Women Race
- 2.ª en el Campeonato de Bielorrusia en Ruta

2020
- Gran Premio Manavgat-Side

2021
- Gran Premio Mediterráneo
- 2.ª en el Campeonato de Bielorrusia Contrarreloj
- 2.ª en el Campeonato de Bielorrusia en Ruta

2022
- Campeonato de Bielorrusia en Ruta

2023
- Campeonato de Bielorrusia Contrarreloj
- Campeonato de Bielorrusia en Ruta
- 1 etapa del Tour de la Isla de Chongming

2024
- Belgrade GP Woman Tour